# شبکه دیجیتال خدمات یکپارچه پهن باند
در دهه ۱۹۸۰، صنعت ارتباطات انتظار داشت که خدمات دیجیتالی همان الگویی را که خدمات صوتی در شبکه تلفن عمومی سوئیچ انجام می‌دادند، پیروی کنند و یک سرویس مدار گزینی پایان به پایان، معروف به شبکه دیجیتال خدمات یکپارچه پهن باند (B- ISDN) تصور شد.

## تاریخچه
قبل از B-ISDN , ISDN اصلی سعی در جایگزینی سیستم تلفن آنالوگ با یک سیستم دیجیتال داشت که مناسب برای ترافیک صوتی و غیر صوتی بود. انتظار می‌رود دستیابی به توافق جهانی در مورد استاندارد رابط نرخ پایه منجر به تقاضای زیاد کاربران برای تجهیزات ISDN شود، از این رو منجر به تولید انبوه و تراشه‌های ISDN ارزان می‌شود. با این حال، روند استانداردسازی سالها طول کشید در حالی که فناوری شبکه کامپیوتری به سرعت در حال حرکت بود. هنگامی که استاندارد ISDN سرانجام مورد توافق قرار گرفت و محصولات در دسترس قرار گرفت، قبلاً منسوخ شده بود.  برای استفادهٔ خانگی بیشترین تقاضا برای خدمات جدید انتقال ویدیو و صدا بود، اما نرخ پایه ISDN فاقد ظرفیت کانال لازم است.
این امر منجر به معرفی B-ISDN با اضافه کردن کلمه پهن باند شد. اگرچه این اصطلاح در فیزیک و مهندسی معنی داشت (شبیه به باند پهن)، CCITT آن را چنین تعریف کرد: «واجد شرایط بودن خدمات یا سیستم‌هایی که به کانالهای انتقال نیاز دارند و قادر به پشتیبانی از نرخهای بالاتر از نرخ اولیه هستند» اشاره به نرخ اولیه که در حدود ۱٫۵ تا ۲ مگابیت بر ثانیه است. خدمات پیش‌بینی شده شامل تماس تلفنی و کنفرانس ویدیویی بوذ. مقالات فنی در اوایل سال ۱۹۸۸ منتشر شد. استانداردها توسط Comité Consultatif International Téléphonique et Télégraphique (CCITT، اکنون با عنوان ITU-T شناخته می‌شود) صادر شد و «توصیه ها» نامیده می‌شود. آنها شامل G.707 تا G.709، و I.121 که جنبه‌های اصلی B-ISDN را تعریف کردند، و بسیاری دیگر از آنها در دهه ۱۹۹۰ پیروی کردند.
فناوری تعیین شده برای B-ISDN حالت انتقال ناهمگام (ATM) بود، که برای حمل هر دو سرویس داده صوتی همزمان و ناهمزمان در حمل و نقل یکسان در نظر گرفته شده بود. چشم‌انداز B-ISDN از دیگر فناوریهای تحول آفرین استفاده شده در اینترنت پیشی گرفته‌است. فناوری ATM به عنوان یک لایه سطح پایین در اکثر فناوری‌های خط اشتراک دیجیتال (DSL) و بعنوان یک نوع بار در برخی فناوری‌های بی‌سیم مانند WiMAX زنده مانده‌است. اصطلاح پهن باند به یک اصطلاح بازاریابی برای هر سرویس دیجیتالی اینترنتی تبدیل شد.